# 5-та авіапольова дивізія (Третій Рейх)
5-та авіапольова дивізія (Третій Рейх) (нім. Luftwaffen Feld Division 5) — піхотна дивізія Вермахту зі складу військово-повітряних сил, що діяла як звичайна піхота за часів Другої світової війни.

## Історія
5-та авіапольова дивізія була сформована 15 жовтня 1942 року на основі 16-го авіаційного полку Люфтваффе (нім. Flieger-Regiment 16) на тренувальному центрі в Гросс-Борн у 3-му командуванні Люфтваффе (нім. Luftgau-Kommando III) й була приписана до групи армій «A».

## Райони бойових дій
- Німеччина (жовтень — грудень 1942);
- СРСР (південний напрямок) (Крим, Кавказ) (грудень 1942 — травень 1943);
- СРСР (південний напрямок) (Південна Україна) (червень 1943 — травень 1944).

## Командування

### Командири
- генерал-майор Ганс-Йоахім фон Арнім (нім. Hans-Joachim von Arnim) (15 жовтня — листопад 1943);
- оберст Ганс-Бруно Шульц-Гайн (нім. Hans-Bruno Schulz-Heyn) (15 жовтня — листопад 1943);
- ? (листопад 1943 — 10 березня 1944);
- генерал-лейтенант граф Бото фон Гюльзен (нім. Botho Graf von Hülsen) (10 березня — 1 червня 1944).